# Liste des musées de Bruxelles

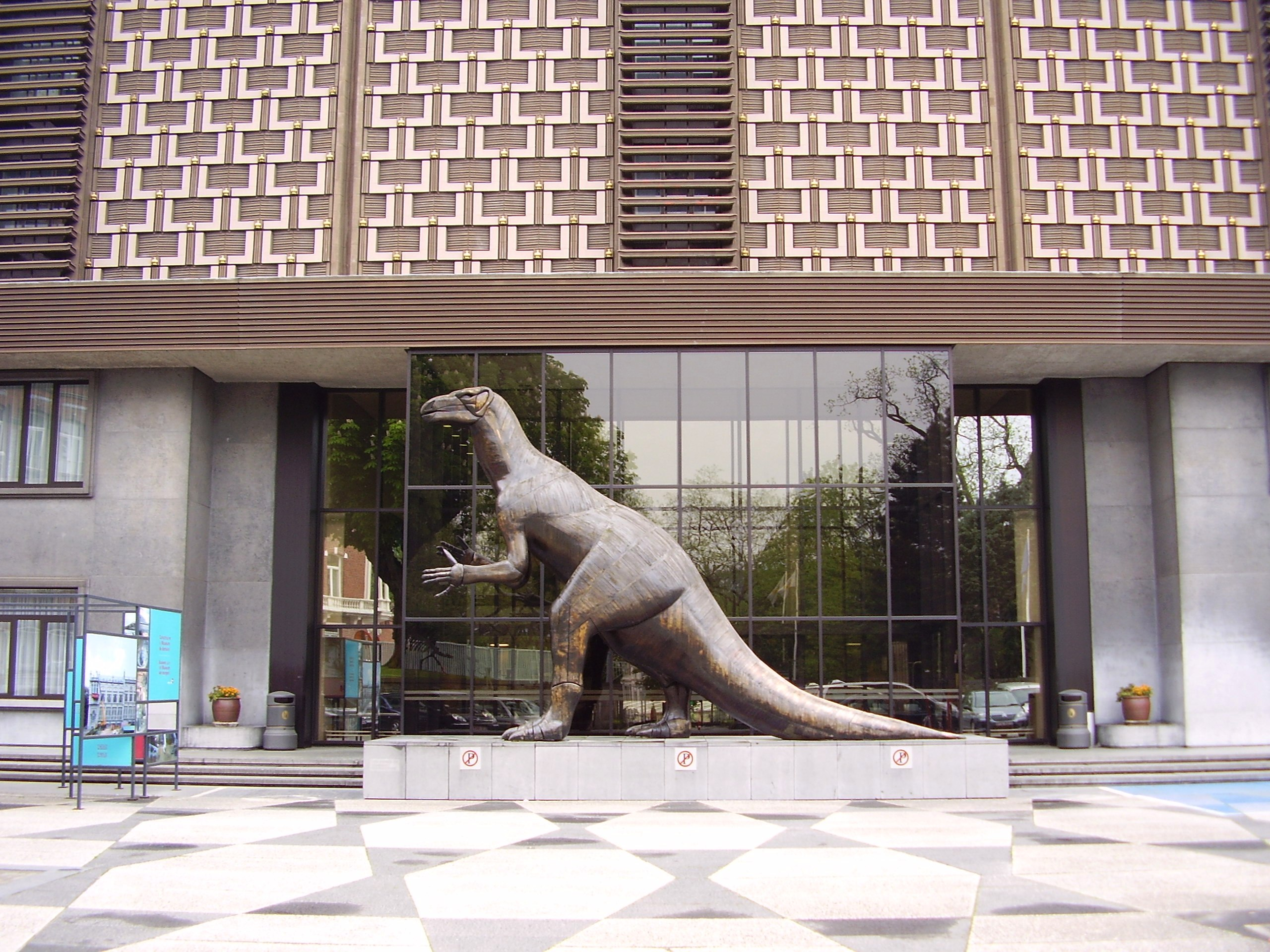
Muséum des sciences naturelles

Liste des musées à Bruxelles (dans les 19 communes de la Région de Bruxelles-Capitale et la périphérie immédiate) triés par nom de commune.

## Anderlecht
- Béguinage d'Anderlecht
- Maison d'Érasme
- Musée bruxellois de la gueuze
- Musée d'Anatomie et d'Embryologie humaines
- Musée de la Médecine
- Musée national de la Résistance
- Musée Maurice Carême

## Auderghem
- Centre d'Art du Rouge-Cloître
- Jardin botanique Jean Massart

## Ville de Bruxelles

### Centre-ville
- Archives et musée de la vie flamande à Bruxelles
- Autoworld
- BOZAR
- Centrale for contemporary art
- Choco-Story Brussels
- Exposition de l'église orthodoxe
- Maison de l'histoire européenne
- Musée Art & Marges
- Musée BELvue
- Bibliothèque royale de Belgique
  - KBR museum
  - Musée de l'imprimerie
- Bruxella 1238
- Musée de la Banque nationale de Belgique
- Musée du CPAS
- Muséum des sciences naturelles de Belgique
- Musées royaux des beaux-arts de Belgique
  - Musée Fin-de-Siècle (anciennement : Musée royal d'Art moderne)
  - Musée Magritte
  - Musée Oldmasters (anciennement : Musée royal d'Art ancien)
  - Musée Wiertz
- Musées royaux d'Art et d'Histoire
  - Porte de Hal
  - Musée des instruments de musique (MIM)
- Musée royal de l'armée et de l'histoire militaire
- Centre belge de la bande dessinée
- Musée juif de Belgique
- Musée de la ville de Bruxelles-Maison du Roi
- Musée de zoologie Auguste Lameere
- Musée des Égouts
- Musée du cinéma de Bruxelles
- Musée du Costume et de la Dentelle
- Scientastic
- Musée des lettres et manuscrits
- Museum of original figurines (moof)
- Musée du Grand Serment Royal et de Saint-Georges des Arbalétriers de Bruxelles
- Musée de l'Érotisme et de la Mythologie (MEM)
- Musée du slip
- Musée pharmaceutique Albert Couvreur
- Kanal - Centre Pompidou
- Pixel Museum

### Haeren
- Musée de l'Informatique "Jacques Laffut"

### Laeken
- Design Museum Brussels (anciennement Art & Design Museum- Musée Adam)
- Mini-Europe
- Musées d’Extrême-Orient de Bruxelles
- Planétarium de Bruxelles

### Neder-Over-Heembeek
- Musée belge de la Radiologie

## Etterbeek
- Maison Cauchie
- Musée René Carcan
- Musée de la Police intégrée

## Evere
- Musée bruxellois du moulin et de l'alimentation
- Musée communal d'Evere (Musée Pieter Cnops)
- Musée du witloof

## Forest
- Fondation A Stichting
- Wiels

## Ganshoren
- Musée d'Art religieux moderne
- Musée des Sœurs noires

## Ixelles
- Archives d'architecture moderne
- Centre de Recherches et d'Études technologiques des Arts plastiques
- CIVA
- D'Ieteren Gallery
- Experimentarium
- Musée-bibliothèque Michel de Ghelderode
- Musée Camille Lemonnier
- Musée communal des beaux-arts d'Ixelles
- Musée des Enfants
- Musée des Plantes médicinales et de la Pharmacie
- Musée de Zoologie et d'Anthropologie
- Musée international de la marionnette Peruchet
- Musée Meunier
- Musée Wiertz
- Parlamentarium

## Jette
- Musée communal du Comté de Jette
- Musée René Magritte

## Koekelberg
- Aquarium public de Bruxelles
- Musée d'Art religieux moderne
- Musée des Sœurs noires
- Belgian Chocolate Village

## Molenbeek-Saint-Jean
- Millennium Iconoclast Museum of Art (MIMA)
- Musée bruxellois de l'industrie et du travail
- Musée Molenbeek (MoMuse)

## Saint-Gilles
- Musée belge de l'Ascenseur
- Musée d'Art fantastique de Bruxelles
- Musée Horta
- Musée des oiseaux de la ligue Braille

## Saint-Josse-ten-Noode
- Botanique
- Musée Charlier
- Jazz Station

## Schaerbeek
- Maison-Atelier Géo De Vlamynck
- Maison Autrique
- Musée d'Art spontané
- Musée schaerbeekois de la bière
- Musée du Clockarium
- Musée d'Orgues de Kermesse
- Train World

## Uccle
- Centre de la Culture Judéo-Marocaine
- Musée Alice et David van Buuren
- Musée royal de l'Observatoire de Belgique

## Woluwe-Saint-Lambert
- Confederate Museum
- Jardin de sculptures de l'UCLouvain
- Jardin des plantes médicinales Paul Moens
- Musée communal de Woluwe-Saint-Lambert
- Musée pharmaceutique Albert Couvreur

## Woluwe-Saint-Pierre
- Musée du transport urbain bruxellois
- Musée de la reliure "Bibliotheca Wittockiana"

## Aux abords de Bruxelles

### Tervueren
- Musée royal de l'Afrique centrale